# 布鲁萨尔 (路易斯安那州)
布鲁萨尔（英語：Broussard），是美国路易斯安那州下属的一座城市。根据2010年美国人口普查，该市有人口8,197人。建置上，属于“city”。